# Municipio de Kavadarci
El municipio de Kavadarci (en idioma macedonio: Општина Кавадарци) es uno de los ochenta y cuatro municipios en los que se subdivide administrativamente Macedonia del Norte. Su capital es Kavadarci.

## Geografía
Este municipio se encuentra localizado en el territorio que abarca la región estadística de Vardar.

## Población
La superficie de este municipio abarca una extensión de territorio de unos 992,44 kilómetros cuadrados. La población de esta división administrativa se encuentra compuesta por un total de 38.741 personas (según las cifras que arrojaron el censo llevado a cabo en el año 2002). Mientras que su densidad poblacional es de unos 39 habitantes por cada kilómetro cuadrado aproximadamente.
La capital Kavadarci, con casi treinta mil habitantes, alberga tres cuartas partes de la población municipal. El resto de la población del municipio se reparte en los siguientes 31 pueblos:
| Rožden (Рожден)       | Šeškovo (Шешково)     | Vataša (Ваташа)       | Vozarci (Возарци)             |
| Galište (Галиште)     | Garnikovo (Гарниково) | Glišić (Глишиќ)       | Grbovec (Грбовец)             |
| Dabnište (Дабниште)   | Dobrotino (Добротино) | Dragožel (Драгожел)   | Dradnja (Драдња)              |
| Drenovo (Дреново)     | Kjesendre (Ќесендре)  | Košani (Кошани)       | Marena (Марена)               |
| Pravednik (Праведник) | Raec (Раец)           | Resava (Ресава)       | Sopot (Сопот)                 |
| Fariš (Фариш)         | Begnište (Бегниште)   | Šivec (Шивец)         | Brušani (Брушани)             |
| Radnja (Радња)        | Klinovo (Клиново)     | Kamen Dol (Камен Дол) | Mrzen Oraovec (Мрзен Ораовец) |
| Konopište (Конопиште) | Mrežičko (Мрежичко)   | Majden (Мајден)       |                               |